# Mensa Sverige
Mensa Sverige är den svenska delen av den internationella föreningen Mensa.
Föreningens syfte är att identifiera och främja mänsklig intelligens så att denna kan komma mänskligheten till godo, uppmuntra forskning rörande intelligensens natur, karakteristika och användning, samt skapa intellektuellt och socialt stimulerande miljöer för sina medlemmar. Inträdeskriteriet för medlemskap är att prestera ett resultat över 98 % av befolkningen på ett övervakat Intelligenstest.
Mensa har haft närvaro i Sverige sedan 1964, men den nationella föreningen Mensa Sverige bildades i sin nuvarande form 1987.
Mensa Sverige har drygt 7700 medlemmar (maj 2023) och har lokal verksamhet i Uppsala, Göteborg, Jönköping, Linköping, Lund, Malmö, Stockholm, ochVäxjö, Örebro, Dalarna, Helsingborg, Umeå och Västerås. Lokalföreningarna anordnar medlemsmöten med skiftande innehåll. Som exempel på möten kan nämnas föredrag, spelkvällar, studiebesök och pubmöten. En nationell årsträff hålls årligen kring Kristi himmelsfärdshelgen.
Föreningens medlemstidning, Legatus Mensae (6 nummer per år), innehåller bland annat temaartiklar, krönikor, medlemsporträtt och föreningsinformation. En del av tidningen utgörs av material från den internationella medlemstidningen Mensa International Journal.

## Mensapriset
I enlighet med föreningen Mensas syfte att främja mänsklig intelligens har Mensa Sverige instiftat Mensapriset för att uppmärksamma människor som på betydande sätt bidragit med intelligenta insatser.
Mensapriset instiftades i samband med Mensas 50-årsjubileum och delades ut första gången den 1 oktober 1996 för att "uppmärksamma en person, sammanslutning eller dylikt som gjort en intelligent insats." I första upplagan av priset fanns tre kandidater och vinnaren utsågs genom en omröstning bland föreningens medlemmar.
| År   | Vinnare | Insats                                                                                                 | Motivering |
| ---- | --- | --- | --- |
| 1996 | Metro | Skapandet och utgivandet av gratistidningen Metro i Stockholms tunnelbana.                             | Denna trycksak har påverkat hundratusentals personers läsvanor (och man blir intelligent av att läsa) genom lättillgänglighet och hög kvalitet på innehållet. I dagens alltmer hårdföra mediaklimat är det viktigt att människor har tillgång till globala och nationella nyheter presenterade på ett rakt och enkelt sätt. Metro har förmågan att höras över mediabruset. |
| 1997 | Astrid Lindgren                                                                                            | | |
| 1998 | TV-programmet "Hjärnkontoret", SVT                                                                         | För deras förmåga att stimulera Sveriges ungas nyfikenhet och intresse inom naturvetenskap och teknik. | Programmet förmedlar glädjen det innebär att förstå, utveckla och göra framsteg inom dessa områden. |
| 1999 | Chefredaktörerna Joachim Berner (DN), Anders Gerdin (AB), Mats Svegfors (SvD) och Staffan Thorsell (Expr). | För deras gemensamma kamp mot nazismen den 30 november.                                                | Med deras egna ord: "Rädslan sprider sig och slår rot. Risken är att debatten tystnar och att granskningen av de antidemokratiska krafterna upphör. Vi fyra rikstidningar, som normalt konkurrerar med varandra, har valt att använda våra gemensamma resurser för att granska hoten mot rättssamhället." |
| 2000 | Jan Axelsson                                                                                               | Flashback                                                                                              | För hans idoga kämpande för oinskränkt yttrandefrihet trots häftiga protester från såväl myndigheter och media som den allmänna opinionen. |
| 2001 | Staffan Westerberg                                                                                         | Vilse i pannkakan                                                                                      | Snart 30 år sedan han "Förstörde livet för en hel generation" sätter han åter upp Vilse i pannkakan. En biljett till föreställningen blir en kul present kompisar emellan, antingen man hatade eller älskade Vilse. Kan man tänka sig en bättre 30-årspresent till alla 70-talister? Ja, det skulle väl vara originalserien på dvd då. Kort sagt, det är ett smart drag att sätta upp föreställningen nu, och det ger "de förstörda" chansen att återse och inse att man nog blev bra mycket intelligentare av Vilse än av Pokémon.        |
| 2002 | Fredrik Lindström                                                                                          | | Fredrik Lindström har som få andra i modern tid gjort en stor insats för att främja kunnande om den moderna svenskan och talspråkets villkor; med briljans och skärpa har han upphöjt humorn och glädjen att tala och skriva till språkvårdarens främsta vapen mot särskrivningar, ordbrist, torftighet och felstavningar. Med sina böcker och TV-program har han på ett intelligent sätt gjort alla talare och läsare av det svenska språket en stor välgärning, varför han är en värdig mottagare av 2002 års Mensapris för intelligens. |
| 2003 | Aronsson Datateknik                                                                                        | Webbplatsen susning.nu                                                                                 | Samtidigt som webbplatsen är en ständigt växande informationskälla där envar gratis kan lära sig allt om allt med fakta ur alla infallsvinklar, inbjuder den till diskussion och kritisk granskning av påståenden samt lockar besökaren att själv bidra med stora och små kunskaper. Den väcker forskarlust och släcker okunskap. |

Under omröstningen för Mensapriset år 2000 blossade en diskussion upp på föreningens maillista, då många medlemmar tycktes vara missnöjda med nomineringen av Jan Axelsson då det "skulle vara dålig publicitet för föreningen att prisa honom enär hans yttrandefrihet även omfattar nazister och andra obehagliga grupperingar vars propaganda och åsikter man helst förser med alla tillgängliga munkavlar och sordiner". Motargumenten till detta gav dock Jan Axelsson en ytterligare skjuts i slutskedet av omröstningen, som slutade med att han vann över kandidaten Håkan Lans med en enda rösts övervikt. Även följande års vinnare Staffan Westerberg orsakade en del protester från den knappa minoritet som hellre sett en annan vinnare, medan Fredrik Lindström, vinnare år 2002, vann stort och med stor konsensus. Kontroverserna medförde att styrelsen tvingades ta ställning till prisets vara eller icke vara och inför 2003 års Mensapris införde man nya regler för nomineringarna, som tidigare varit öppen för alla och envar, till att nu genomgå en förhandsgranskning av en Mensapriskommitté "för att säkerställa att de motsvarar prisets och föreningens huvudsyften". Samtidigt infördes också ett valbart "Alternativ 0", som medlemmar kunde rösta på om de inte tyckte att någon av de nominerade kandidaterna förtjänade Mensapriset. De nya reglerna medförde dock att priset gick från att vara den Mensaaktivitet som tidigare engagerat störst andel av medlemmarna till att endast engagera ett fåtal. "Trots att medlemsantalet är större än någonsin var det bara 36 medlemmar som skickade in sin röst till årets Mensapris". Efter detta valde styrelsen att lägga Mensapriset på is i tio år.
Mensapriset återupptogs i ny form år 2013. Sedan dess ombeds föreningens medlemmar skicka in förslag till nomineringar, som sedan granskas av en jury. 
| År   | Vinnare                           | Motivering |
| ---- | --------------------------------- | --- |
| 2013 | Anita Kullander                   | Anita Kullander har kommit att bli en mycket viktig person som allt fler hänvisar till i frågor om särskilt begåvade barn. Hon har med sitt professionella kunnande och sin iver att sprida kunskaper om särbegåvning med enkla medel skapat en efterlängtad mötesplats med både bredd, djup och trivsel. |
| 2014 | KomTek                            | KomTek har genom sitt snillrika sätt att använda Kommunala Musikskolan som mall skapat förutsättningar för en framgångsrik och lätt växande verksamhet, där många människor får stora möjligheter att lära sig teknik på ett stimulerande sätt. KomTek tar fasta på lusten att lära och främjar på så sätt människans vilja att använda och utveckla sin intelligens. |
| 2015 | Ronnie Gardiner                   | Med sin metod RGM (Ronnie Gardiner Method) har Ronnie Gardiner lyckats skapa glädje, engagemang och rehabilitering för många stroke-, Parkinson- och MS-patienter. RGM uppfyller på ett omvälvande sätt Mensas viktigaste syfte: Att lokalisera och främja intelligens, så att denna kan komma människor tillgodo. |
| 2016 | Katarina Gospic                   | I både forskning och författarskap visar Katarina Gospic med självklar lekfullhet, stort allvar och djupt engagemang, hur vi alla kan utnyttja vår intelligens på bästa sätt i alla livets lägen. |
| 2017 | Micael Dahlen                     | Micael Dahlen kan som ingen annan visa på, locka fram och skapa nya tankar, stora som små. Med professorns exakthet och konstnärens vilda glädje får han sina ord och gärningar att tränga in i både hjärta och hjärna. |
| 2018 | Anders Hansen                     | Anders Hansen har som ingen annan lyckats motivera miljontals människor världen över att börja röra på sig mer. En starkt bidragande orsak till denna önskan att följa Anders Hansens råd är hans budskap att träning även får hjärnan att lösgöra sin inneboende intelligens. När detta extra skarpsinne får komma fram rimmar det mycket väl med Mensas viktigaste syfte: Att lokalisera och främja intelligens, så den kommer människor tillgodo.                                                           |
| 2019 | Mouna Esmaeilzadeh                | Med sin obotliga optimism, tydliga pedagogik och smittande livsglädje lyckas Mouna Esmaeilzadeh övertyga oss om att framtiden är ljusare än vi tror. Hon är också ett föredöme för alla som vill kunna njuta av att använda sin hjärna fullt ut; Mouna verkar helt enkelt ha roligt när hon tänker. Mouna pratar om framtidens mirakler, och det är vi människor, som med vår egen begåvning lyckas skapa sådant som gör dessa mirakler möjliga.                                                               |
| 2020 | Anna Tebelius Bodin               | Anna Tebelius Bodin är med sina djupa kunskaper om hur hjärnan fungerar, sin stora pedagogiska förmåga och med sitt smittande engagemang en viktig del av vår förståelse för hur vi människor fungerar. Vi kan tack vare henne både studera, kommunicera och motivera oss bättre. Detta skapar större självtillit, högre livskvalitet och en större förståelse för andra människor, egenskaper som i denna tid är viktigare än någonsin.                                                                       |
| 2021 | Ulla Öberg                        | Med sitt unika sätt att undervisa i matematik, där själva räknandet lyser med sin frånvaro, har Ulla Öberg skapat en nyckel som passar elever på alla nivåer, från de som tar sina första steg in i matematikens magiska värld, till de elever med särskild begåvning som behöver kreativa utmaningar. Det är inte alltid lätt att räkna, men alltid roligt att upptäcka samband, se sammanhang och att hitta egna lösningar. Ulla Öberg har revolutionerat matematiken, där varje elev uppfinner den på nytt. |
| 2022 | Anders Johansson och Måns Nilsson | Med sitt retoriskt enkla sätt når Anders och Måns ut med kunskap till en bred publik och bidrar med samhällsnyttig information. Oavsett mottagarens egna förutsättningar och erfarenheter ges alla en möjlighet att förstå saker som ibland kan upplevas något komplexa. Anders och Måns nyfikenhet och vetgirighet smittar, så det blir roligt att lära och att utveckla sitt tänkande. |
| 2023 | Fredrik Löfgren                   | Fredrik har genom sina insatser bedrivit ett arbete som främjar intelligens för såväl stora som små, vilket också klingar väl med Mensa Gifted Children Programs syfte, tydligt representerat genom Fredriks Fork Academy, som vänder sig till barn med särskild begåvning. |